# دودو (لاعب كرة قدم)
دودو (بالبرتغالية: Dodô‏) وإسمه الحقيقي دوملسون كورديرو دوس سانتوس (بالبرتغالية: Domilson Cordeiro dos Santos‏) هو لاعب كرة قدم برتغالي في مركز الظهير الأيمن ولد في يوم 17 نوفمبر 1998 في مدينة تاوباتي في البرازيل، يلعب حالياً مع نادي شاختار دونتسك وسبق له اللعب مع نادي كوريتيبا ويبلغ طوله 166 سم.

## روابط خارجية
- دودو على موقع الاتحاد الدولي (مؤرشف)  (الإنجليزية)
- دودو على موقع الاتحاد الأوربي (الإنجليزية)
- دودو على موقع اتحاد أوكرانيا (الإنجليزية)
- دودو على موقع قاعدة بيانات كرة القدم.إي يو (الإنجليزية)
- دودو على موقع ليكيب (الفرنسية)
- دودو على موقع Soccerway.com (الإنجليزية)
- دودو على موقع عالم كرة القدم.نت (الإنجليزية)
- دودو على موقع AS.com (الإسبانية)